# Maria Anna de Austria
Maria Anna de Austria (Maria Anna Josepha; 7 septembrie 1683 – 14 august 1754) a fost arhiducesă de Austria ca fiică a lui Leopold I, Împărat Roman. Prin căsătoria cu Ioan al V-lea al Portugaliei a devenit regină a Portugaliei. A fost regentă a Portugaliei din 1742 până în 1750 în timpul bolii soțului ei.

## Familie
Născută Maria Anna Josepha, ea a fost fiica împăratului Leopold I și a lui Eleonor Magdalene de Neuburg. Maria Anna a fost sora împăratului Iosif I, Împărat Roman și a împăratului Carol al VI-lea, Împărat Roman. Prin fratele ei Carol, ea a fost mătușa Mariei Tereza, prima regină a Austriei.

## Căsătorie și copii

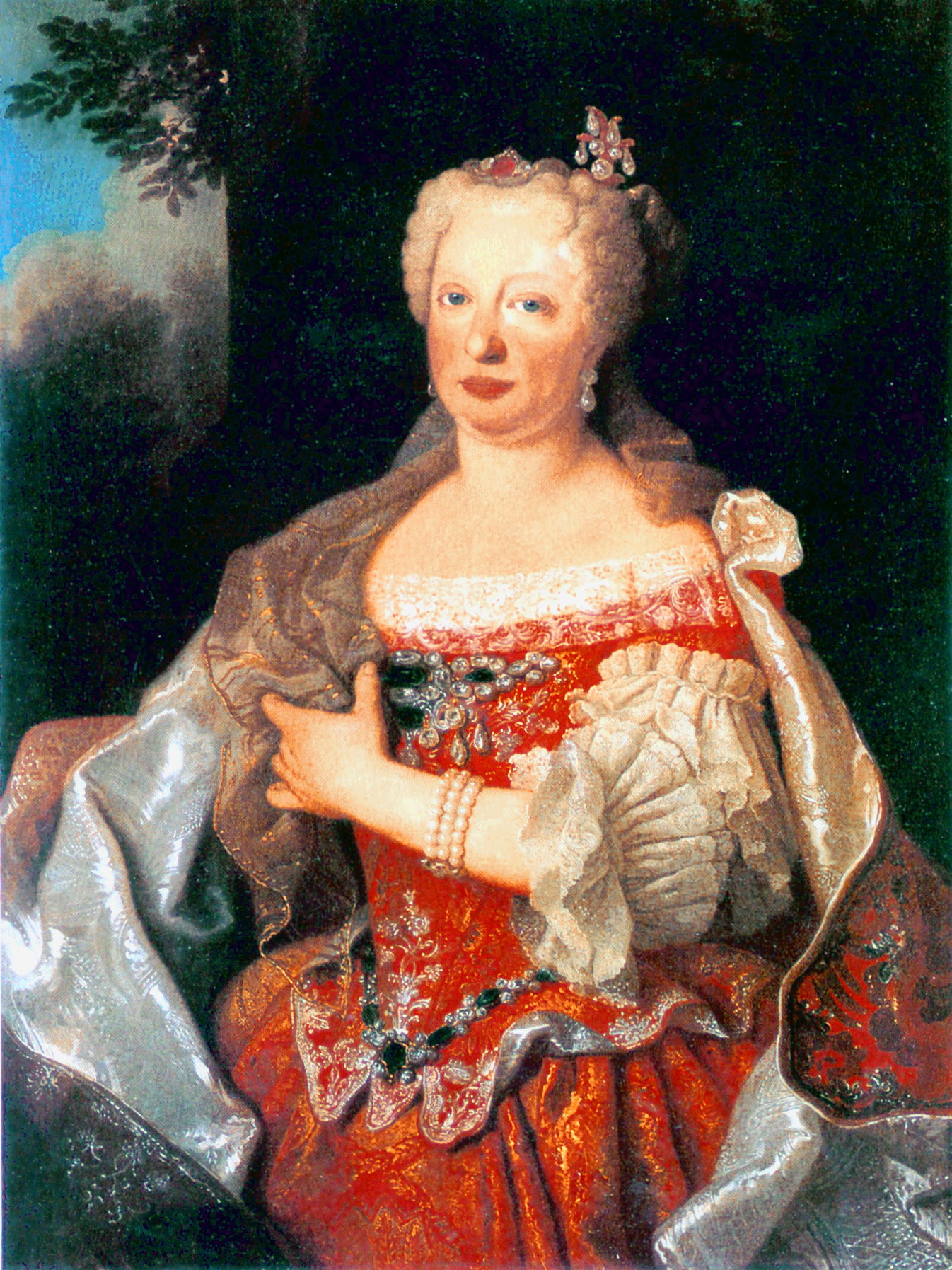
Maria Anna, regină a Portugaliei

La 27 octombrie 1708 s-a căsătorit cu verișorul ei primar, Ioan al V-lea al Portugaliei și a devenit regină consort a Portugaliei. A fost mama a șase copii:
- Barbara a Portugaliei (4 decembrie 1711 – 27 august 1758), căsătorită cu Ferdinand al VI-lea al Spaniei; fără copii.
- Pedro al Portugaliei(19 octombrie 1712 – 24 octombrie 1714) Prinț al Braziliei; a murit în copilărie.
- Iosif I al Portugaliei (6 iunie 1714 – 24 februarie 1777) căsătorit cu Mariana Victoria a Spaniei.
- Carlos al Portugaliei(2 mai 1716 – 30 martie 1730) a murit necăsătorit.
- Petru al III-lea al Portugaliei (5 iulie 1717 – 25 mai 1786) căsătorit cu Maria I a Portugaliei; au avut copii.
- Alexandru al Portugaliei (24 septembrie 1723 – 2 august 1728) a murit în copilărie.

## Regență
În 1742 Maria Anna a preluat puterea ca regentă după ce soțul ei a suferit un accident vascular care l-a lăsat parțial paralizat. Când Ioan al V-lea a murit la 31 iulie 1750, ea a predat puterea fiului ei mai mare, Iosif I al Portugaliei. 
A murit în timp ce era la reședința ei de la Palatul Belém în 1754. A fost înmormântată la Lisabona, însă inima a fost dusă la Viena și îngropată acolo în cripta imperială.